# Cladocarpus longicarpa
Cladocarpus longicarpa is een hydroïdpoliep uit de familie Aglaopheniidae. De poliep komt uit het geslacht Cladocarpus. Cladocarpus longicarpa werd in 2003 voor het eerst wetenschappelijk beschreven door Vervoort & Watson. 